# Jack Hodgins
Pour les articles homonymes, voir Hodgins.
Jack Hodgins est un personnage fictif de la série télévisée Bones. Il est interprété par l'acteur T.J. Thyne. Il apparaît dès le premier épisode de la série.

## Biographie

### Professionnelle
Le Dr Jack Stanley Hodgins IV est entomologiste à l'Institut Jefferson, à Washington. Il est spécialisé dans l'analyse des différents insectes prélevés sur les cadavres et des échantillons de terre prélevés sur les lieux du crime pour déterminer la date, l'heure et le lieu du décès. Il est le plus souvent dans son laboratoire et ne va que rarement sur le terrain.
Hodgins adore pratiquer (parfois avec la complicité de ses collègues, principalement celle de la stagiaire Jessica Warren) des expériences dans le cadre de son travail (comme envoyer un porc congelé dans une machine à broyer le bois), sous couvert des besoins de l'enquête selon lui bien qu'elles ne soient souvent pas indispensables. Par ailleurs, ces expériences se finissent en général mal.
Après la perte de sa fortune et un malentendu avec Finn Abernathy, il créera un partenariat commercial avec le stagiaire à la suite d'une analyse qui lui aura permis de révéler les composants d'une recette secrète et exceptionnelle de sauce piquante que la grand-mère décédée de ce dernier avait emportée avec elle dans la mort. À la suite d'une expérience personnelle (inspirée par une autre stagiaire, Jessica Warren), il inventera de ses mains un nouveau matériau amortissant commercialisable qui rapportera beaucoup d'argent à sa petite famille.

### Personnelle
Hodgins est un personnage assez farfelu, partisan de la théorie du complot, persuadé que le gouvernement des États-Unis cache de nombreuses informations aux citoyens (ce qui sera parfois confirmé ou démenti selon la circonstance au cours de la série), et que les sociétés secrètes constituent le véritable pouvoir du pays. Son obsession est telle qu'elle en devient parfois comique, comme quand lors d'une enquête, il interprétera un des indices (un symbole composé de deux marteaux croisés) comme étant un symbole franc-maçon alors qu'il ne s'agissait que du symbole cartographique pour désigner une mine. Cependant, à partir de la saison 4, sa psychose du complot sera beaucoup moins importante.
Il a des origines suédoises.
Il est milliardaire et issu d'un milieu aisé, ce qu'il tente au début de cacher autant que faire se peut à ses collègues :
- dans l'épisode Innocence perdue (saison 1, épisode 5) on apprend qu'il vit dans une très grande demeure (et Zack Addy au-dessus de son garage), et qu'il est le dernier héritier vivant d'une très riche famille qui est grande donatrice de l'Institut. Il essaie également de se désister par tous les moyens des rencontres annuelles avec les autres donateurs afin que cela ne se sache pas.
- dans l'épisode Le Fossoyeur (saison 2, épisode 9) il révèle que sa famille, très riche, était l'un des principaux donateurs de l'Institut et qu'il en est le dernier membre encore en vie.

Ses rapports avec ses proches collègues sont en général bons. Son meilleur ami était le docteur Zack Addy, assistant du docteur Brennan, avec qui il menait un concours (tacite) du meilleur assistant sur une affaire, « anobli » du titre inventé de « Roi du Labo ». Il sera très affecté quand Zack sera arrêté pour meurtre et complicité avec le tueur en série « Gormogon ». Hodgins se sentira d'ailleurs responsable de ce retournement de situation, estimant que c'est son obsession pour les sociétés secrètes et leurs complots qui a fait basculer Zack du côté de ce tueur « spécialisé » dans le meurtre de membres de ces sociétés.
Ses rapports sont par contre plus conflictuels avec l'autorité : il était en permanence en conflit et impertinent avec le docteur Goodman, ancien directeur de l'Institut, et ses rapports avec sa nouvelle supérieure, le docteur Camille Saroyan, ont débuté avec des tensions (Hodgins avait traité sa nouvelle patronne de « pisse-froid », ce qu'elle avait entendu et pas vraiment apprécié).
Hodgins est amoureux de sa collègue Angela Montenegro. Ils sont sortis deux fois ensemble et se sont fiancés lors de leur première relation. Ils ont voulu se marier, mais n'ont pas pu car Angela l'était déjà mais ne s'en souvenait pas. Après avoir passé un an à chercher le mari d'Angela, ils le trouvent mais rompent leurs vœux, leurs sentiments s'étant étiolés. Peu après, grâce au père d'Angela, Hodgins arbore un tatouage représentant le visage d'Angela sur son épaule gauche. Dans la saison 5, ils ne sont plus en couple, mais à la fin de cette même saison, alors qu'ils se retrouvent en prison dans la même cellule pour de vieilles affaires, ils décident de se marier sur le champ. Au début de la saison 6, on apprend qu'Angela est enceinte d'Hodgins et c'est dans le dernier épisode de cette même saison que naît leur fils Michael Staccato Vincent Hodgins.
Au cours de la saison 8 il tentera d'étrangler Pelant lors d'une rencontre dans un parc, ce dernier se vengera en forçant Hodgins à choisir entre sauver sa fortune familiale et des jeunes filles d'une école au Moyen-Orient ciblée par un drone. Hodgins choisira les jeunes filles et verra sa fortune s'évaporer, causant par là même sa ruine.
Durant la neuvième saison, Hodgins apprend qu'il a un frère aîné schizophrène nommé Jeffrey, interné dans un institut spécialisé depuis sa naissance. L'institut ne recevant plus d'argent de Cantilever à la suite de la ruine d'Hodgins, ils lui annoncent l'existence de son frère et lui demandent de régler les frais afin de continuer à le prendre en charge.
Dans la saison 11, lors d'une enquête sur une scène de crime, une bombe explosera sur le corps de la victime avec Hodgins et l'agent Aubrey à proximité. Bien qu'Aubrey risquera sa propre vie pour l'en protéger en jouant les boucliers humains et qu'Hodgins paraît s'en tirer sans gravité, il se retrouvera malgré tout à l'hôpital bien plus tard, paralysé après coup. Il le restera définitivement et à partir de là se déplacera en chaise roulante, bien que dans le vingt-et-unième épisode de la saison il aura un espoir de remarcher, découvert par Daisy Wick (grâce à une trace de chaussure sur un mobilier de travail) et offert par un protocole médical créé sous une fausse identité par son ami et ancien collègue, Zack Addy (qui admet cependant lui-même dans l'ultime saison son inefficacité à long terme, et lui avoue que lui offrir de l'espoir au moment le plus nécessaire était la véritable motivation de la démarche). À cause de sa paralysie, il y aura beaucoup de tensions avec l'équipe et surtout avec Angela, mais ça ne durera pas éternellement.
Dans la dernière saison, après qu'il a découvert à son tour l'innocence réelle de Zack Addy concernant le meurtre du lobbyiste (que Zack avait pourtant lui-même reconnu presque dix ans auparavant) et également découvert ce qu'Addy avait fait pour lui en créant un protocole de guérison (bien que non viable) pour sa paralysie, Hodgins oubliera les mauvais moments que lui a inspiré cette époque et sera le plus acharné de ses collègues à enquêter et chercher des éléments pour faire rouvrir et rejuger l'affaire, ce afin d'officialiser l'innocence de son ami et le faire libérer. Il ira jusqu'à une tentative désespérée et échouée auprès de Bones en fabriquant une fausse preuve, mais y parviendra finalement par la voie éthique avec l'aide du Dr Wyatt. Grâce à eux, Zack sera innocenté du meurtre et ne devra finir que treize mois de détention pour complicité avant sa libération.
À l'issue de l'épisode final de la série, en attente d'un second enfant avec Angela, Hodgins est désigné comme remplaçant temporaire de Camille Saroyan à la tête du labo durant son congé prolongé avec Arastoo Vaziri. Il s'amuse avec davantage d'ironie de son titre autoproclamé de « Roi du Labo ».